# Paragon Space Development Corporation
Paragon Space Development Corporation est une entreprise privée développant des technologies de contrôle de l'environnement et de contrôle thermique. L'entreprise assure la conception, la fabrication, les tests et la mise en œuvre de systèmes de support de vie spatiaux et de régulateurs thermiques pour des lanceurs et des véhicules spatiaux en partenariat avec la NASA.

## Historique
Jane Poynter est cofondatrice et présidente de l'entreprise depuis 1993 avec Taber MacCallum, chef de la direction. Jane Poynter et Taber MacCallum ont été membres de la première mission de Biosphère II.
En langue Sanskrit, le mot « paragon » signifie un modèle d'excellence. L'entreprise s'efforce d'incarner cette définition dans tout ce qu'elle réalise. Le nom de la société provient du grand-père de Taber MacCallum, fondateur de l'entreprise Paragon Hélices en 1910. Cette entreprise a fourni 70 % des hélices au cours de la Première Guerre mondiale aux Alliés. 
La société a son siège à Tucson en Arizona, avec des bureaux à Houston, à Denver et à Washington DC.

## Réalisations
- La première expérience commerciale sur la station spatiale internationale : la société a développé le système de support de vie de la station.
- Le premier cycle de vie complet d'animaux dans l'espace sur la navette spatiale américaine, la station spatiale internationale et Mir
- La plus longue expérience (18 mois sur l'ISS) de vie animale en microgravité
- La première vidéo de longue durée (4 mois, 60 minutes au total) de la croissance de plantes et d'animaux en orbite.

## Production et services
Sous contrat avec la NASA, Paragon développe:
- une technologie qui intègre un sous-système de rejet de chaleur pour le véhicule Orion
- un système de revitalisation d'air pour une utilisation lors de missions habitées vers la Lune, Mars et pour des véhicules en transit vers d'autres destinations, permettant aux futurs astronautes de respirer à l'aise.
- des radiateurs d'appoint permettant un contrôle direct de l'émission de la chaleur. La mise en œuvre de cette technologie de radiateur permet de réduire le nombre de composants pour le contrôle thermique des satellites.
- des services permettant de tester des supports de vie dans les installations de l'entreprise

La société a également aidé à créer les systèmes de support de vie embarqués dans les modules expérimentaux de Bigelow Aerospace.

## Projets
Les quatre principaux projets de Paragon sont:
- la conception, l'analyse, et la fabrication d'un système de contrôle d'environnement et de support vie (ECLSS:Environnemental Contrôl Life Support System) du véhicule spatial Orion
- un système clé en main de support vie (CCT-ARS : Commercial Crew Transport-Air  Revitalisation  System) dans le cadre de la phase 1 du programme Commercial Crew Development (CCDev) – ce système doit dépasser les normes de la NASA sur la sécurité des vols [6]. Dans le cadre de ce contrat, Paragon a investi la somme que lui a allouée la NASA, soit 1,4 million de dollars
- un contrôle thermique pour la nouvelle combinaison spatiale Space Suit System Constellation en partenariat avec Oceaneering Space Systems pour le Programme Constellation
- Paragon Drive System qui est un système qui protège les plongeurs de l'US Navy qui travaillent dans les eaux contaminées (qui est issue de l'expertise de l'entreprise sur les combinaisons spatiales)